# Androcharta cassotis
Androcharta cassotis là một loài bướm đêm thuộc phân họ Arctiinae, họ Erebidae.